# Chameleon (Aぇ! groupの曲)
『Chameleon』（カメレオン）は、Aぇ! groupの3rdシングル。2025年6月18日にユニバーサル ミュージックより発売された。

## 概要
本作のリリースは全国ツアー「Aぇ! group LIVE TOUR 2025 D.N.A」最終日である3月30日の横浜アリーナ公演のMCでメンバーから発表された。
表題曲「Chameleon」は前作「《A》BEGINNING」「Gotta Be」のロックチューン2曲とは趣が異なる、エレキギターとドラムのイントロで始まるおしゃれな曲調のダンスナンバーかつソウルナンバー。クールさの中にも熱量を感じさせるグループとしての新章の幕開けとなる楽曲で、隠れるためではなく自分を表現するために自らの色を変えていこうというメッセージが込められている。本楽曲でメンバーは、ラストのサビのみユニゾンでその他はソロで歌いつなぐという珍しい歌割にも挑戦している。振付はGANMIのSotaが担当しており、「5×8の間奏を聴いてソロ回し（最後はユニゾンですが）にしたところがとてもお気に入り( ◠‿◠ )」と、間奏パートでメンバーそれぞれのパフォーマンスがフォーカスされている部分が見どころであると述べている。MVは、『Chameleon TV』という謎のテレビ番組にメンバーが出演するというストーリーになっており、SNSの評価ばかり気にしてカメレオンのように顔色が変わってしまう司会者と、それとは対照的に自分たちの感情の赴くままにパフォーマンスを続けるメンバーの姿が描かれる、評価される社会との向き合い方を考えさせられる内容になっている。5月5日に第1弾、5月9日に第2弾のティザー映像が公開された後、CDデビュー記念日である5月15日20:00にプレミア公開された。また、翌5月16日にはNGシーンが収録されたメイキングティザー映像、5月31日にはセンターが入れ替わるフォーメーションダンスもしっかり見られるダンスプラクティス動画も公開された。
全形態に共通収録されているカップリング「Destiny」は正門良規が主演を務めるテレビ朝日系オシドラサタデー『ムサシノ輪舞曲』の主題歌に起用された。隣に住む10歳年上の女性に恋をしながらも、いつまでも弟扱いされ一向に恋愛対象としては見てもらえないというドラマの世界観とも合致した楽曲で、近いようで遠い、伝えたくても伝えられないもどかしい気持ちをストレートに表現したラブソングになっており、末澤は自身が好きな「未練タラタラソング（笑）」であると表現している。3月25日18時にYouTubeで音源がドラマ本編映像とともに初公開された。MVはメンバーが1本の直線的な光が差す空間で、雨の中ずぶ濡れになりながらも感情をさらけ出し、強く訴えかけるように歌い上げる映像になっているが、かなり寒い日だったにもかかわらず、お湯ではなく真水を約3トン使用するものであったため、メンバーはベンチコートを着たりカイロを貼ったりして寒さと闘いながら撮影に臨んだことがのちに明かされている。4月12日にティザー映像第1弾、4月19日に第2弾が公開された後、4月22日21:00より本編がプレミア公開された。
本作の発売を記念し、6月16日から22日まで、街中でメンバーがカメレオンのように擬態する広告を渋谷で14か所、大阪で1か所展開。発売日前日の6月17日21:30ごろからはAぇ! groupの公式Instagram「#Aぇぐらむ」にて、リリース記念生配信が行われた。
公式Xでは6月10日より、 「#ここが一番Aぇんです」というハッシュタグをつけ、グループの魅力をまとめた5本のWEB CMを公開。「ビジュAぇところ」「おもれAぇところ」「なかAぇところ」「Aっついところ」「ノリAぇところ」の中から一番好きな面にリポストを募り、リポスト数が一番多かった動画のスペシャルムービーを公開するというキャンペーンが行われ、制服姿で放課後を過ごす「なかAぇところ」が2万2000リポストを超えトップとなり、6月18日にスペシャルムービーが公開された。

## リリース
初回限定盤A（CD+Blu-ray/DVD）、初回限定盤B（CD+Blu-ray/DVD）、初回限定盤C（CD+Blu-ray/DVD）、通常盤の全4形態で発売され、ジャケット写真は公式Xで4月2日から順次公開された。メンバーはタイトルのカメレオンのようにそれぞれの写真で様々な表情を見せており、初回限定盤Aでは大人な都会の夜がネオンとカラフルな衣装で表現されている。

### 特典
早期予約特典
3月31日 - 4月13日までの期間内に 初回限定盤A・B・C・通常盤のいずれかを1枚予約するともらえる。 
- チェキ風カード（メンバーソロ5枚セット）

先着外付け特典
- 初回限定盤A - Chameleonマスキングテープ
- 初回限定盤B - Chameleonクリアカード（54mm×86ｍｍ）※全員集合写真
- 初回限定盤C - Chameleon缶バッジ　※全員集合写真
- 通常盤 - Chameleonステッカーシート　※全員集合写真+メンバーソロ写真他

動画視聴
初回限定盤A・初回限定盤B・初回限定盤C・通常盤それぞれのCDケース帯裏に記載されているシリアルナンバーで各形態別のオリジナル動画が期間限定（6月17日10:00 - 7月17日18:00）で視聴できる。
- 期間限定動画A - Chameleon Recording Making
- 期間限定動画B - Coupling Recording Making
- 期間限定動画C - 『D.N.A』リリース記念イベントMaking
- 期間限定動画D - Movie & Photo shooting Making

## 収録曲
クレジット出典

### CD
1,2曲目は全形態共通。 

#### 初回限定盤A
1. Chameleon［4:13］
作詞・作曲：Toshiki Asai / 編曲：pw.a、Toshiki Asai
2. Destiny［4:02］
作詞：ERECA / 作曲：pw.a、ERECA / 編曲：pw.a
正門良規主演 テレビ朝日系オシドラサタデー『ムサシノ輪舞曲』主題歌[19]
3. PHOTOGENIC［3:09］
作詞：MiNE、草川瞬 / 作曲：Scott Russell Stoddart、MiNE、草川瞬 / 編曲：Scott Russell Stoddart

#### 初回限定盤B
1. Chameleon
2. Destiny
3. キミの七不思議［4:14］
作詞：Peach / 作曲：Ryoko Kosaka / 編曲：Misaki Saito、Peach

#### 初回限定盤C
1. Chameleon
2. Destiny
3. Break Through［4:05］
作詞：Ryosuke Kawashima / 作曲・編曲：SAKUMARYO
ジュニア時代の楽曲を新録し、初めて音源化[20][43]。

#### 通常盤
1. Chameleon
2. Destiny
3. Stray dogs.
作詞・作曲：神山智洋 / 編曲：akkin
ジュニア時代の楽曲を新録し、初めて音源化[20][43]。末澤が神山に直談判して制作してもらった楽曲[11]。

### Blu-ray/DVD

#### 初回限定盤A
- 「Chameleon」Music Video
- 「Chameleon」Music Video Making

#### 初回限定盤B
- 「Destiny」Music Video
- 「Destiny」Music Video Making

#### 初回限定盤C
- 「Colorful Days」Aぇ! group LIVE TOUR 2025 D.N.A（2025.03.26 横浜アリーナ）
- 「AKAN」Aぇ! group LIVE TOUR 2025 D.N.A（2025.03.26 横浜アリーナ）
開催中のアリーナ公演の様子をいち早く収録[16]。
- 「Chameleon」Photoshoot Making

## チャート成績
オリコンでは前作『Gotta Be』の初週売上39.1万枚を上回る初週45.5万枚を売り上げ、2025年6月30日付「オリコン週間シングルランキング」で初登場1位を獲得し、3作連続・通算3作目の1位を記録した。